# Haplocochlias lucasensis
Haplocochlias lucasensis är en snäckart som först beskrevs av Strong 1934.  Haplocochlias lucasensis ingår i släktet Haplocochlias och familjen Skeneidae. Inga underarter finns listade i Catalogue of Life.